# Барлоу, Джон Перри
Джон Перри Барлоу (3 октября 1947 — 7 февраля 2018) — американский поэт и эссеист, который работал на ранчо в Вайоминге. Автор нашумевшей Декларации независимости киберпространства, киберлибертарианец, ранее ассоциировавшийся как с Демократической, так и Республиканской партиями США. Писал слова песен для Grateful Dead. Являлся одним из организаторов Electronic Frontier Foundation и Freedom of the Press Foundation. С мая 1998 года работал в Гарвардском университете, Berkman Center for Internet and Society.

## Биография
В последнее время Барлоу служил вице-председателем совета директоров организации Electronic Frontier Foundation. EFF была создана в качестве посредника при решении неизбежно возникающих конфликтов интересов на границе киберпространства и реального мира. Она попыталась стать своеобразной защитно-правовой стеной, которая отделяла бы и защищала Интернет от территориальных правительств и особенно от правительства США.
Он являлся членом Центра Беркмана для Интернета и сообщества при Гарвардской школе права и Diamond Management & Technology Consultants, а также членом международной академии цифровых искусств и науки. Существенную часть своего времени он проводил в поездках, читая лекции и консультируя по вопросам гражданских прав, свободы слова, состояния Интернета и Electronic Frontier Foundation. Он читал лекции и проводил круглые столы в TWiT Live, TedxHamburg, Hamburg (Germany), Greenfest SF, Civitas (Norwegian think tank),, Internet Society (NY Chapter, New York), USC Center on Public Diplomacy и European Graduate School (EGS), Зас-Фе, Швейцария.
Барлоу также входил в состав консультативных советов Clear Path International, TTI/Vanguard и глобальной компании Touch Light Media, основанной Анитой Ундайн.
Он был указан в качестве управляющего партнёра Algae Systems из Невады, компании, занимающейся коммерческим внедрением нового метода выращивания микроводорослей для источников биотоплива. Также он числился членом факультета Европейской высшей школы в Зас-Фе, Вале, Швейцария.
Барлоу присутствовал на консультативном совете Marijuana Policy Project.
В 1998 году на форуме Merrill Lynch было опубликовано эссе Джона Барлоу Cybernomics: Toward a Theory of Information Economy. Барлоу утверждает, что постиндустриальная экономика напрямую копирует биологическое устройство жизни. То есть не придерживает информацию, а распространяет, не стабилизируется, а трансформируется. И основной средой для развития этой новой экономики является Интернет.
Джон Барлоу является автором текста Декларации независимости киберпространства, написанного  в 1996 году, в ответ на принятие правительством США Акта о порядочности (благопристойности) коммуникаций (Communications Decency Act), который, по сути, пытался легализовать введение цензуры в Интернете. И хотя этот Акт, подписанный президентом, был признан антиконституционным Верховным судом США уже через полгода после его принятия, манифест Барлоу остается актуальным и сегодня:
Правительства индустриального мира, вы, бессильные гиганты из плоти и стали, я пришел к вам из Киберпространства, нового дома Разума. Во имя будущего я прошу вас, живущих в прошлом, — оставьте нас. Вы — незваные гости среди нас, и ваша власть не простирается туда, где собираемся мы.Джон Барлоу